# Масакри у Совићима и Дољанима
Масакри у Совићима и Дољанима односе се на ратне злочине које су Хрватске одбрамбене снаге (ХОС) починиле над бошњачким муслиманима 17. априла 1993. године, а потом и у селима Совићи и Дољани.
Према Међународном кривичном суду за бившу Југославију, хрватске/ХВО снаге су напале села Дољани и Совићи, око 50 километара сјеверно од Мостара, ујутру 17. априла 1993. године. Напад је био дио веће офанзиве Хрватских одбрамбених снага усмјерене на заузимање Јабланице, главног града у том подручју у којем доминирају бошњачки Муслимани. Команданти ХВО-а су израчунали да им је потребно два дана да заузму Јабланицу. Геополитички положај Совића био је стратешки значајан за ХВО јер се налазио на путу ка Јабланици. За босанску војску, то је била капија ка висоравани Рисовац, што је могло створити услове за даље напредовање ка јадранској обали.
Већа офанзива ХВО на Јабланицу је већ почела 15. априла 1993. Артиљерија је уништила горњи дио Совића. Босанска армија је узвратила ударац, али око 17 часова, командант Босанске армије у Совићима се предао, заједно са приближно 70 до 75 војника. Најмање 400 бошњачких муслиманских цивила је притворено, а напредовање ХВО према Јабланици је заустављено након што је постигнут споразум о прекиду ватре.
Муслиманске куће у том подручју су спаљене, а џамије су систематски уништаване како би се осигурало да се бошњачко-муслиманско становништво неће вратити.
Неколико заробљених бошњачких муслимана мучила је и убила Кажњеничка Бојна, јединица позната по окрутности према бошњачким муслиманима. Њоме је командовао Младен Налетилић Тута. Неки заробљеници су транспортовани у концентрациони логор Хелиодром или друге логоре попут оног у Љубушком, гдје су заробљеници били претучени и злостављани.
Генерал Миливој Петковић је одговорност за Совиће и Дољане приписао Мате Бобану.

## Спољни линкови
- МКСЈ: Пресуде Налетилићу и Матиновићу
- Сенс Трибунал - МКСЈ: Окрутност дојучерашњих комшија